# Cadre-47/1-Europameisterschaft 1969

Logo CEB (ausrichtender Verband)

Veranstaltungsort: Maassluis

Die Cadre-47/1-Europameisterschaft 1969 war das zwölfte Turnier in dieser Disziplin des Karambolagebillards und fand vom 8. bis zum 11. Mai 1969 in Maassluis, in der niederländischen Provinz Zuid-Hollard statt. Es war die fünfte Cadre-47/1-Europameisterschaft in den Niederlanden.

## Geschichte
Nach 12 Jahren ging mal wieder ein Europameistertitel nach Deutschland. Den letzten holte August Tiedtke 1955 im Einband. In Maassluis gewann der 27-jährige Berliner Dieter Müller ungeschlagen den Titel. Nach zwei Unentschieden, einem in der ersten Spielrunde gegen Hans Vultink und einem in der vierten Runde gegen  Léo Corin, war das letzte gegen Tini Wijnen das entscheidende. Nach einer 250:80-Führung in der letzten Spielrunde schien der Titelgewinn bereits sicher. Doch der Niederländer holte immer weiter auf und beendete schließlich die Partie in der 21 Aufnahme. Müller hatte aber Nachstoß und machte nervenstark die letzten sieben Punkte.

## Turniermodus
Es wurde im Round Robin System bis 300 Punkte gespielt. Bei MP-Gleichstand wird in folgender Reihenfolge gewertet:
1. MP = Matchpunkte
2. GD = Generaldurchschnitt
3. HS = Höchstserie

## Abschlusstabelle
| MP    | Match Points (Sieger = 2; Unentschieden = 1; Verlierer = 0) |
| Pkte. | Erzielte Karambolagen                                       |
| Aufn. | Benötigte Versuche                                          |
| GD    | Generaldurchschnitt                                         |
| BED   | Bester Einzeldurchschnitt eines Spielers                    |
| HS    | Höchstserie                                                 |
|       | Bester GD des Turniers                                      |
|       | Bester ED des Turniers                                      |
|       | Beste HS des Turniers                                       |
|       | 1. Platz (Gold)                                             |
|       | 2. Platz (Silber)                                           |
|       | 3. Platz (Bronze)                                           |

| Platz                      | Name                  | MP   | Pkte. | Aufn. | GD    | BED   | HS  |
| -------------------------- | --------------------- | ---- | ----- | ----- | ----- | ----- | --- |
| 1                          | Dieter Müller         | 11:3 | 2100  | 109   | 19,26 | 60,00 | 134 |
| 2                          | Hans Vultink          | 10:4 | 1952  | 75    | 26,02 | 60,00 | 251 |
| 3                          | Léo Corin             | 9:5  | 1884  | 90    | 20,93 | 60,00 | 189 |
| 4                          | Tini Wijnen           | 9:5  | 2036  | 105   | 19,39 | 25,00 | 207 |
| 5                          | José Gálvez           | 8:6  | 1561  | 91    | 17,15 | 50,00 | 116 |
| 6                          | Antoine Schrauwen     | 4:10 | 1316  | 79    | 16,65 | 25,00 | 144 |
| 7                          | Jean Galmiche         | 3:11 | 1487  | 113   | 13,15 | 17,64 | 142 |
| 8                          | Lambert van Nijnatten | 2:12 | 1124  | 126   | 8,92  | 15,00 | 53  |
| Turnierdurchschnitt: 17,08 |                       |      |       |       |       |       |     |